# کارل بل (نوازنده)
کارل بل (انگلیسی: Carl Bell؛ زادهٔ january ۹, ۱۹۶۸ (۵۷ سال)) یک موسیقی‌دان اهل ایالات متحده آمریکا است. وی از سال ۱۹۸۹ میلادی تاکنون مشغول فعالیت بوده‌است.